# آرولد
آرولد (به لاتین: Aarveld) یک سکونتگاه مسکونی در هلند با جمعیت ۲٬۷۰۰ نفر است که در هیرلن واقع شده‌است.